# كبلر-47c
كيبلر 47 سي (بالإنجليزية: Kepler-47c)‏ الذي يرمز له بالرمز Kepler-47c، هو كوكب خارج المجموعة الشمسية، في كوكبة الدجاجة (كوكبة)، يتبع كيبلر 47.

## الاكتشاف
اكتشف في 3 أغسطس 2012.